# Constante de Planck
Pour les articles homonymes, voir Planck.
Cette page contient des caractères spéciaux ou non latins. S’ils s’affichent mal (▯, ?, etc.), consultez la page d’aide Unicode.
La constante de Planck, découverte par Max Planck en 1900, et qu'il appelait « quantum élémentaire d'action » est une constante physique dont l'introduction contribua à « bouleverser les bases mêmes de la pensée physique » au début du XXe siècle, en révélant une discontinuité fondamentale au sein de la matière.
Cette constante, notée {\displaystyle h}, est une constante universelle, non relative, qui a la même dimension qu'une énergie multipliée par une durée. Elle joue un rôle central en mécanique quantique, car elle est le coefficient de proportionnalité fondamental qui relie l'énergie d'un photon à sa fréquence ({\displaystyle E=h\nu }) et sa quantité de mouvement à son nombre d'onde ({\displaystyle p=\hbar k}) ou, plus généralement, les propriétés discrètes de type corpusculaires aux propriétés continues de type ondulatoire (dualité onde-corpuscule).
Sa valeur, fixée par convention depuis le 20 mai 2019, est désormais à la base de la définition du kilogramme.

## Présentation

### Historique
Cette constante a été initialement introduite par Max Planck dans l'étude de la radiation du corps noir, comme rapport de proportionnalité entre l'incrément minimal d'énergie E d'un oscillateur électriquement chargé et la fréquence f de l'onde électromagnétique associée. Par la suite, en 1905, cet incrément quantifié d'énergie a été relié par Albert Einstein à un quantum de l'onde électromagnétique elle-même, ce quantum lumineux se comportant parfois comme une particule électriquement neutre et non comme une onde électromagnétique. Ce quantum fut finalement dénommé le photon. La relation ainsi mise en évidence par Planck et Einstein relie l'énergie E d'un photon avec sa fréquence f ou sa fréquence angulaire ω :
{\displaystyle E=hf=\hbar \ \omega .}
L'énergie en question, de l’ordre de 4 × 10−19 J pour un photon de lumière visible, est extrêmement petite par rapport aux ordres de grandeur des énergies quotidiennes.
Dans de nombreux cas, la quantification de l'énergie implique que seuls certains niveaux d'énergie sont autorisés, et les valeurs intermédiaires ne peuvent pas être atteintes.
Cette constante a joué un rôle primordial dans le modèle de l'atome d'hydrogène, proposé en 1913 et connu à présent sous le nom de modèle de Bohr afin d'expliquer la présence des raies spectrales qui traduisent le fait que les fréquences du mouvement de l'électron autour du noyau central ne sont pas quelconques, et de même que l'énergie correspondante est parfaitement bien déterminée. Niels Bohr admit qu'un électron sur des orbites stationnaires ne peut pas émettre un rayonnement, contrairement à ce qui était soutenu en électromagnétique classique. Il émit l'hypothèse qui devint la première condition de quantification de Bohr, à savoir que l'action de la quantité de mouvement {\displaystyle {\vec {p}}=m{\vec {v}}} sur une orbite complète est un multiple entier de {\displaystyle h} (constante de Planck). Cette idée est également connue comme l'« hypothèse quantique de Planck ». On a{\displaystyle \oint mv\,\mathrm {d} s=nh=2n\pi \hbar \;.}Faisant suite à la découverte de Planck, il fut reconnu que d'une manière générale l'action d'un système physique ne pouvait pas prendre n'importe quelle valeur, mais était également quantifiée par un quantum d'action à présent dénommé constante de Planck. Cette approche correspond à la première interprétation de la mécanique quantique, développée par Bohr et Sommerfeld, pour laquelle les particules existent et ont des trajectoires, mais possèdent aussi des variables cachées contraintes par les lois de la mécanique quantique. Cette interprétation est à présent désuète, remplacée par une approche où la notion même de trajectoire n'existe plus, et où toutes les particules sont représentées par une fonction d'onde s'étendant dans l'espace et le temps : cette approche ne permet plus de définir l'action au sens classique du terme.
Plus généralement, en 1924, l'hypothèse de De Broglie sur la dualité onde-corpuscule généralise cette relation à une particule quelconque (et non plus uniquement le photon) en reliant la quantité de mouvement {\displaystyle {\vec {p}}} d'une particule et sa longueur d'onde {\displaystyle \lambda } par une équation simple :{\displaystyle \lambda ={h \over \ p}\;.}Cette hypothèse sera confirmée expérimentalement peu de temps plus tard, posant ainsi les bases de la mécanique quantique.

### Constante réduite
L'hypothèse de de Broglie conduisit Erwin Schrödinger à proposer en 1925 que l'évolution d'une particule de masse m dans un champ d'énergie potentielle {\displaystyle V(t,{\vec {r}})} est décrite par une fonction d'onde {\displaystyle \Psi (t,{\vec {r}})} qui associe à chaque point {\displaystyle {\vec {r}}} de l'espace un nombre complexe (analysable en un module et une phase) et qui satisfait à l'équation suivante :
{\displaystyle i\hbar {\partial  \over \partial t}\psi =-{\hbar ^{2} \over 2m}{\vec {\nabla }}^{2}\psi +V\psi \;.}
L'amplitude de la fonction d'onde normalisée est une distribution de probabilité : le carré de la fonction d'onde {\displaystyle |\psi ({\vec {x}},t)|^{2}} donne la probabilité de mesurer la présence de la particule au point {\displaystyle {\vec {x}}} ; et la phase quantique est une rotation pure dans le plan complexe, dont la fréquence de rotation dépend de l'énergie cinétique de la particule.
Si par exemple l'hamiltonien de la particule ne dépend pas explicitement du temps, la fonction d'onde {\displaystyle \Psi (t,{\vec {r}})} peut se décomposer en une fonction de l'espace {\displaystyle \psi ({\vec {r}})} et une fonction du temps. Une résolution par séparation des variables montre que l'équation est alors de la forme :
{\displaystyle \Psi (t,{\vec {r}})=\psi ({\vec {r}}).e^{-i.\omega .t}=\psi ({\vec {r}}).e^{-i.(E/\hbar ).t}\qquad } avec {\displaystyle \quad \omega .\hbar =E}
De ce fait, dans de nombreux cas, en mécanique quantique, il est plus naturel de parler de la fréquence angulaire que de la fréquence proprement dite, c'est-à-dire d'exprimer la fréquence en radians par seconde et non en hertz (ce qui correspond à la vitesse de rotation de la phase dans l'espace réciproque). Dans ces formules, il est le plus souvent utile d'absorber le facteur 2π dans la constante elle-même, ce qui conduit à utiliser la constante de Planck réduite (ou constante de Dirac), égale à la constante de Planck divisée par 2π, et notée {\displaystyle \hbar } (h-barre) :
{\displaystyle \hbar ={\frac {h}{2\pi }}.}
L'énergie d'un photon de fréquence angulaire ω=2πf s'écrit alors :
{\displaystyle E=\hbar \omega }
De même, le moment cinétique {\displaystyle {\vec {p}}} est alors relié au nombre d'onde {\displaystyle {\vec {k}}} par :
{\displaystyle {\vec {p}}=\hbar {\vec {k}}}
Ces deux relations sont les composantes temporelles et spatiales d'une formule de relativité restreinte portant sur des quadrivecteurs :
{\displaystyle P^{\mu }=\left({\frac {E}{c}},{\vec {p}}\right)=\hbar K^{\mu }=\hbar \left({\frac {\omega }{c}},{\vec {k}}\right)}

## Caractérisation

### Valeur
Lors de sa 26e réunion, le 16 novembre 2018, la Conférence générale des poids et mesures (CGPM) a décidé qu'à compter du 20 mai 2019, dans le Système international d'unités (SI), la constante de Planck, h, serait strictement égale à
h = 6,626 070 15 × 10−34 J s
ceci afin de définir le kilogramme à partir de cette constante.
Une grandeur associée est la « constante de Planck réduite » ou « constante de Dirac », notée {\displaystyle \hbar } et prononcée « h barre » :
- Valeur en joules secondes :
  - {\displaystyle \hbar =h/2\pi } ≈ 1,054 571 818 × 10−34 J s.
- Valeur en électrons-volts-secondes :
  - ℏ ≈ 6,582 119 570 × 10−16 eV s,
  - h ≈ 4,14 × 10−15 eV s
- Valeur en MeV-femtomètres :
  - ℏ c ≈ 197,326 980 5 MeV fm.

### Dimension
En analyse dimensionnelle, la constante de Planck est homogène à une action,. Sa dimension est ML2T–1,. Dans sa formulation initiale, la constante apparaît comme le rapport d'une énergie (en joules) par une fréquence (en hertz), donc de dimension M·L 2·T −1. La constante de Planck possède ainsi les dimensions d’une énergie multipliée par le temps. Il est également possible d’écrire ces unités sous la forme d’une quantité de mouvement multipliée par une longueur.
De son côté, la constante réduite apparaît comme le rapport d'une énergie (en joules) par une fréquence angulaire (en radians par seconde), et s'exprime donc en kg⋅m2⋅s−1⋅rad−1. Malgré l'identité des unités, ce n'est cependant pas physiquement un moment angulaire, qui a un caractère pseudo-vectoriel, et dont la multiplication par une vitesse de rotation donne une énergie cinétique de rotation. C'est la constante par laquelle l'énergie (un scalaire d'orientation 10) est divisée pour trouver la vitesse de rotation équivalente de la phase quantique.

### Incertitude
Depuis le 20 mai 2019, la constante de Planck est fixée par convention à la valeur de 6,626 070 15 × 10−34 kg m2 s−1 (ou J s) exactement.
Avant sa fixation par la CGPM, elle était l'une des constantes physiques pour laquelle l'incertitude était la plus grande, une incertitude relative de 1,2 × 10−8 (elle n'était dépassée sur ce plan que par la constante de Boltzmann (5,7 × 10−7) et la constante gravitationnelle (4,6 × 10−5), et bien sûr la constante cosmologique très largement hors concours). Cette incertitude sur la constante de Planck était à son tour un facteur d'incertitude sur d'autres constantes physiques dans la détermination desquelles elle intervient :
- la masse de l'électron, déterminée grâce à la mesure de la constante de Rydberg ;
- la charge élémentaire, déterminée grâce à la mesure de la constante de structure fine ;
- le magnéton de Bohr, défini à partir de la charge et de la masse de l'électron ;
- le nombre d'Avogadro, qui était déterminé à partir de la masse de l'électron dans un piège à ions de Paul ou de Penning (Il est désormais fixé par convention à la valeur de 6,022 140 76 × 1023 mol−1, exactement[11].)

### Mesure
En théorie, la constante de Planck pourrait être calculée à partir du spectre d'émission d'un corps noir, et c'est cette donnée physique qui en a fourni la première estimation faite par Planck.
Les mesures les plus précises se fondent actuellement sur la balance de Kibble (anciennement appelée balance du watt, elle fait intervenir les constantes de l'électron, et présuppose que la théorie sur l'effet Josephson et l'effet Hall quantique entier est correcte) et sur la mesure de la densité d'un cristal par diffraction de rayons X (qui fait intervenir le nombre d'Avogadro). La difficulté de la mesure est illustrée par le fait que ces deux méthodes ne donnent pas des résultats compatibles, sans que l'on puisse déterminer laquelle des deux est moins précise qu'attendu.
Un des enjeux d'une mesure précise de la constante de Planck a été de pouvoir donner au kilogramme une définition ne dépendant plus d'un artefact, l'ancien kilogramme étalon détenu au Pavillon de Breteuil. Dans la mesure où l'incertitude sur la conservation de cet étalon est devenue progressivement supérieure à celle sur la constante de Planck, il devient plus précis de mesurer la masse d'un kilogramme à partir d'une valeur conventionnellement fixée de la constante de Planck (comme c'est déjà le cas pour la vitesse de la lumière), par l'une ou l'autre des méthodes ci-dessus. C'est désormais le cas depuis mai 2019.

## Interprétation physique

### Quantum d'action
La physique quantique peut découler du principe suivant : il n'existe pas de système physique présentant un changement inférieur à {\displaystyle \hbar } entre deux observations. De là on peut montrer qu'entre deux observations séparées par un intervalle de temps Δt, la variation d'action observée étant toujours supérieure à {\displaystyle \hbar }, le produit de la variation d'énergie E par la variation de temps doit vérifier{\displaystyle \Delta E\cdot \Delta t\geq {\hbar  \over 2}\;.}Il en sera de même pour tout couple de grandeur physique dont le produit a la dimension d'une action, en M·L 2·T −1, comme la position et la quantité de mouvement.

### Grandeur physique
La valeur numérique de toute constante dépend du système d'unités dans lequel elle est exprimée. Dans le système international d'unités, la constante de Planck est l'une des plus petites valeurs numériques apparaissant en physique. Ceci reflète le fait qu'à une « échelle humaine », où les énergies se comptent typiquement en kilojoules et les temps en secondes ou en heures, le quantum d'action est extrêmement faible. La constante de Planck peut ainsi être vue comme une constante de l'échelle subatomique. Le système d'unité atomique se fonde sur cette constante.
On peut considérer inversement que la petite valeur numérique de la constante de Planck vient de ce que les systèmes physiques traités dans la vie courante sont formés d'un très grand nombre de particules (valeurs par exemple proche du nombre d'Avogadro). Par exemple, un photon de lumière verte de longueur d'onde de 555 nm (le maximum de sensibilité de l'œil humain) a une fréquence de 540 THz, et chaque photon a donc une énergie de E = hf = 3,58 × 10−19 J. Cette valeur est extrêmement faible par rapport aux énergies à « échelle humaine » (autour du kJ) et ne correspond  donc pas à notre expérience quotidienne (et pourtant, il suffit de quelques photons de cette énergie pour donner une lumière détectable à l'œil). Si en revanche on considère l'énergie contenue dans une mole de photons, en la multipliant par le nombre d'Avogadro 6,022 × 1023 mol−1, on trouve finalement une énergie de 216 kJ mol−1, plus proche d'une « échelle humaine ».

### Quantification
La constante de Planck est utilisée pour décrire les phénomènes de quantification qui se produisent avec les particules et dont certaines propriétés physiques ne prennent que des valeurs multiples de valeurs fixes au lieu d'un ensemble continu de valeurs possibles. Par exemple la fréquence {\displaystyle \nu } d'une particule est reliée à son énergie, laquelle est quantifiée dans certaines situations (électron dans un atome par exemple) : {\displaystyle E=h\ \nu }.
On retrouve de telles conditions de quantification dans toute la mécanique quantique. Par exemple, si {\displaystyle J\,} est le moment angulaire total d’un système et {\displaystyle J_{z}\,} le moment angulaire du système mesuré sur une direction quelconque, ces quantités ne peuvent prendre que les valeurs
- {\displaystyle J^{2}=j\ (j+1)\ \hbar ^{2}}, avec {\displaystyle j\in \mathbb {N} ^{*}};
- {\displaystyle J_{z}=m\ \hbar }, avec : {\displaystyle m=-j,-j+1,\cdots ,j-1,j}.

En conséquence, {\displaystyle \hbar } est parfois considérée comme un quantum de moment angulaire, y compris le quantum de spin, c'est-à-dire que le moment angulaire de n’importe quel système, mesuré par rapport à n'importe quel choix particulier d'axe, est toujours un multiple entier de cette valeur.

### Principe d'incertitude
La constante de Planck réduite apparaît également dans les énoncés du principe d'indétermination de Heisenberg. L’écart type d’une mesure de position {\displaystyle \Delta x} et celui d’une mesure de quantité de mouvement le long du même axe {\displaystyle \Delta p\,} obéissent à la relation{\displaystyle \Delta x\ \Delta p\geq {\frac {1}{2}}\ \hbar \;.}Ce principe peut également s'énoncer sous la forme{\displaystyle \Delta x\ \Delta v\geq {\frac {1}{2\ m}}\ \hbar \;,}où {\displaystyle m} est la masse de l'objet considéré, supposée constante, et {\displaystyle v} sa vitesse.

### Unités de Planck
La constante de Planck réduite {\displaystyle \hbar } est également employée comme constante fondamentale exprimant l'échelle quantique, dans le système d’unités dit des unités de Planck, ainsi que dans le système d'unités atomiques.
L'intérêt du système d'unités atomiques est que la constante de Planck y ayant par définition une valeur exacte égale à l'unité, l'incertitude sur sa mesure ne se répercute pas sur les résultats d'une mesure physique lorsqu'elle est exprimée dans ces unités, seule intervient l'incertitude sur la mesure de la grandeur physique elle-même.
Inversement, les unités de Planck sont généralement connues avec une mauvaise précision, l'imprécision majeure étant celle introduite par la constante gravitationnelle.

### Autres domaines
Cette constante est (entre autres) utilisée dans :
- le calcul du spectre électromagnétique du corps noir ;
- le calcul de la variation de longueur d'onde par la théorie quantique ;
- le calcul de la norme du moment cinétique orbital, de celles du moment magnétique orbital ou encore du spin d'un électron ; on l'utilise aussi pour le calcul du spin des autres particules élémentaires (proton et neutron en particulier, mais encore du spin des autres bosons et leptons), ainsi que le spin de leurs groupements, mais cette constante est utilisée aussi en magnétisme corpusculaire.

## Première et seconde constantes de Planck de luminance
Dans la théorie des corps noirs, notamment pour l'expression de la luminance, on utilise deux autres constantes de Planck appelées C1 et C2 :
- C1 = 3,741 5 × 10−16 W m2 sr−1, soit C1 = 1,190 5 × 10−16 W m2 ;
- C2 = 1,438 8 × 10−2 m K.

## Origine de la notation
Le symbole h de la constante de Planck est dû à Planck lui-même. Il apparaît pour la première fois dans une communication faite par Planck le 14 décembre 1900 à la Société allemande de physique. Selon les auteurs, la lettre h est l'abréviation des mots en allemand Hilfsgröße (« variable auxiliaire »), Hilfe! (« à l'aide ! »), ou encore Helfen (« aider »).
Le symbole ħ de la constante réduite est dû à Paul Dirac (1902-1984). Celui-ci l'a proposé pour la première fois dans un article paru en 1926,.

## Représentation informatique
La constante de Planck possède les représentations Unicode suivantes :
- {\displaystyle h\,} : U+210E (constante de Planck) ;
- {\displaystyle \hbar \,} : U+210F (constante de Planck réduite sur 2π) ;
- en LaTeX, {\displaystyle \hbar \,} s'écrit \hbar.

## Anecdote
La valeur h ≈ 4,14 × 10−15 eV s est à l'origine de l'initiative prise par un groupe de scientifiques du « World Quantum Day » célébrant la constante de Planck le 14 avril.